# Warramunga
Warramunga is een geslacht van rechtvleugeligen uit de familie Morabidae. De wetenschappelijke naam van dit geslacht is voor het eerst geldig gepubliceerd in 1952 door Rehn.

## Soorten
Het geslacht Warramunga  is monotypisch en omvat slechts de volgende soort:
- Warramunga desertorum (Rehn, 1952)